# Палермо (Калифорнија)
Палермо (енгл. Palermo) насељено је место без административног статуса у америчкој савезној држави Калифорнија.

## Демографија
По попису из 2010. године број становника је 5.382, што је 338 (-5,9%) становника мање него 2000. године.
| Група             | 2000.         | 2010.         |
| Белци             | 4.077 (71,3%) | 3.385 (62,9%) |
| Афроамериканци    | 33 (0,6%)     | 39 (0,7%)     |
| Азијати           | 137 (2,4%)    | 246 (4,6%)    |
| Хиспаноамериканци | 892 (15,6%)   | 1.281 (23,8%) |
| Укупно            | 5.720         | 5.382         |